# یلاکتسی
یلاکتسی (به صربی: Jelakci) یک منطقهٔ مسکونی در صربستان است که در الکساندراواک واقع شده‌است. یلاکتسی ۴۳۷ نفر جمعیت دارد.